# Метана
Ме́тана (греч. Μέθανα) — прибрежное село в Греции. Расположено на высоте 16 метров над уровнем моря, на одноимённом полуострове в юго-восточной части области Арголида на полуострове Пелопоннес, в 11 километрах к северо-западу от Галатаса, в 57 километрах к юго-востоку от Коринфа и в 54 километрах к юго-западу от Афин. Население города составляет 892 жителя по переписи 2011 года. Входит в общину Тризиния-Метана в периферийной единице Острова в периферии Аттика.
Вдающаяся в залив Сароникос часть области Тризиния образовала полуостров Метана, напротив Эгины. Метана является портом области. Ежедневное сообщение с Пиреем и Поросом осуществляется посредством паромов. Время в пути до Пирея — 2 часа. В связи с продолжающейся стадией активности вулкана Метана в городе находится ряд сероводородных геотермальных источников, составляющих основу местного курорта.

## История
Древний город Мефана (др.-греч. Μέθανα, лат. Methana) находился к северу от Трезена, на полуострове с акрополем на крутой горе, у подножия которой был расположен сам город. В ходе пелопоннесской войны в 425 году до н. э. афиняне укрепились на перешейке полуострова и оттуда производили набеги на земли Трезена, Эпидавра и Галий. По Никиеву миру афиняне возвратили Мефану лакедемонянам.

## Сообщество Лутрополи-Метанон
Община Метана (Δήμος Μεθάνων) создана в 1834 году (ΦΕΚ 19Α). В 1912 году (ΦΕΚ 262Α) община упразднена и создано сообщество. В 1934 году (ΦΕΚ 33Α) вновь создана община. В 1966 году (ΦΕΚ 119Α) община переименована в Лутрополи-Метанон (Δήμος Λουτροπόλεως Μεθάνων). В сообщество входит село Дрицеика. Население 1097 жителей по переписи 2011 года. Площадь 12,034 квадратных километров.
| Населённый пункт | Население (2011), человек |
| ---------------- | ------------------------- |
| Дрицеика         | 205                       |
| Метана           | 892                       |

## Население
| Год  | Население, человек |
| ---- | ------------------ |
| 1991 | 1090               |
| 2001 | 1163               |
| 2011 | ↘ 892              |